# Seznam angleških kriminalcev
Seznam angleških kriminalcev.

## H
- Myra Hindley
- Ian Huntley

## K
- dvojčka Kray

## R
- Jack Razparač

## S
- Harold Shipman
- Peter Sutcliffe

## W
- Fred West

## Y
- Graham Young